# Marie Eugène Charles Tuffin de La Rouërie
Marie Eugène Charles Tuffin de La Rouërie, né le 27 août 1765 à Laval, paroisse de Saint-Tugal de Laval, mort près de Saint-Méloir-des-Ondes le 16 mars 1796, était un chef chouan lors de la Révolution française.

## Biographie
Fils de Marie Eugène Gervais Tuffin de La Rouërie et de Marthe-Charlotte-Marie-Claire de Farcy. Il était le cousin germain d'Armand Tuffin de La Rouërie, chef de l'Association bretonne et fut son aide de camp. Il fut également un ami et un des officiers d'Aimé Picquet du Boisguy, général des chouans de Fougères.
Il rejoint les Chouans le 2 septembre 1795 et semble partager un moment le commandement de la colonne de Saint-James, dite « Normandie », forte de 800 hommes, avec le lieutenant-colonel Louis-François Dauguet, dit Fleur-de-Rose. Il y remporte plusieurs combats contre les Républicains en septembre. Son projet aurait cependant été de former une quatrième colonne au sein de la division de Fougères, dans les environs de Bazouges-la-Pérouse, afin de relier la division de Fougères à celle de Dol-de-Bretagne et Saint-Malo
Il est envoyé en Écosse avec Julien Saulcet dit « Duval » auprès du Comte d'Artois pour demander un débarquement d'uniformes, de poudre, d'argent et de quatre canons. Ayant reçu une réponse favorable, il est débarqué à son retour avec 40 autres émigrés dans la baie de Cancale, mais surpris pendant la nuit par une patrouille républicaine, il est tué lors du combat qui s'ensuit, ainsi que onze autre émigrés. Duval parvient à s'enfuir et à rejoindre du Boisguy avec les courriers que portait Tuffin.